# 服部正次
服部 正次（はっとり しょうじ、1900年5月28日 - 1974年7月29日）は、日本の経営者。服部時計店（現在のセイコーグループ）社長を務めた。

## 経歴
東京都出身。1924年に慶應義塾大学経済学部を卒業し、同年に服部時計店に入社。1929年に取締役に就任し、1946年5月には社長に就任した。1954年3月からは第二精工舎会長も務めた。
1962年に藍綬褒章、1967年に勲三等白象勲章（タイ王国）、1970年11月に勲二等瑞宝章を受章。
1974年7月29日、胃がんのために死去。74歳没。墓所は鎌倉霊園

## 親族
父は服部時計店創業者の服部金太郎。妻の智子は三共（現第一三共）創業者塩原又策三女。服部一郎（元セイコーインスツル社長）は長男。服部歊（セイコーエプソン特別顧問）は次男。服部靖夫（セイコーエプソン名誉会長）は三男で、その妻久美子は小島太作元駐インド大使の娘。長女・由美子は降旗健人（伊藤忠商事副社長・国際デジタル通信社長）に嫁いだ。